# Amazing Comics
Amazing Comics (アメージングコミックス?, Ameejin gukomikkusu) è stata una rivista manga bimestrale giapponese, la cui pubblicazione cominciò nell'aprile del 1989 e finì nel maggio del 1990, con il numero 5.
Amazing Comics si focalizzò specialmente sulle serie manga di argomento horror e fantascienza, e ne pubblicò alcune di famose fra cui Akira di Katsuhiro Ōtomo (titolo di lancio), Kenrou Densetsu di Mamoru Oshii (prima pubblicazione). Le serie più acclamate vennero selezionate per creare dei capitoli completamente a colori, e includendo alcuni poster di alcune serie popolari.

## Mangaka e manga del Amazing Comics
- Kamui Fujiwara
  - Kenrou Densetsu (storia di Mamoru Oshii)
- Oono Yasukore
  - Ultraman Barrage
  - Comic Lolibop
  - Patter
  - Cheer
- Muddy Uehara
  - Ｆace to Face
- Takeshima Sayoru
  - Umibe no Godzilla